# Hoger, lager
Hoger, lager was een populair Vlaams spelprogramma, dat vanaf 12 januari 1983 tot 5 januari 1989 op BRT1 (tegenwoordig Eén) te zien was. Het programma haalde tijdens de jaren tachtig hoge kijkcijfers. De presentator was Walter Capiau.

## Concept
Het programma, dat gebaseerd was op het Amerikaanse Card Sharks, werd gepresenteerd in een decor dat aan een casino deed denken. Aan het begin van ieder programma zei Capiau tegen het publiek: "Dag, dames en heren, welkom bij...", waarop het publiek massaal de duim omhoog en vervolgens omlaag stak, met de woorden: "Hoger, lager!". Twee koppels speelden tegen elkaar.
De presentator stelde per ronde een aantal vragen, waarbij het ene team een specifiek getal moest gokken en het andere team moest zeggen of het antwoord "hoger" of "lager" zou zijn. Deze vragen konden puur enquêtevragen zijn ("Hoeveel ondervraagde mensen hebben dit specifieke antwoord gegeven?"), de waarde van een spelkaart die Capiau trok of een activiteit, waarbij men moest raden hoelang het zou duren voor een speler die tot een goed einde had gebracht. Het publiek mocht hierbij mee de kandidaten helpen door "hoger" of "lager" te roepen.
Na de voorlaatste ronde ging het team dat de meeste antwoorden juist had door naar de eindronde. Daar moesten ze opnieuw gokken of iets "hoger" of "lager" zou zijn en daarmee konden ze een miljoenenbedrag in Belgische franken winnen.

## Geschiedenis
Hoger, Lager behaalde destijds hoge kijkcijfers en werd ook in Nederland goed bekeken. Op 5 januari 1989 bleek het zelfs het best bekeken BRT-programma uit de jaren tachtig te zijn met 1.550.000 kijkers. Toen Capiau datzelfde jaar werd overgekocht door VTM, werd het programma afgevoerd.
In 2003 presenteerde Capiau tijdens een programma ter gelegenheid van het 50-jarig bestaan van de Vlaamse openbare televisieomroep opnieuw eenmalig Hoger, lager.
Walter Capiau en het team van "Hoger Lager" werkten mee aan de aflevering "Hoger, Lager, Foetsie" van de reeks Merlina, waarin de personages Ann en Stapel deelnamen aan het programma en de hoofdprijs, een auto, wonnen. Deze werd later voor de deur van het detectivebureau Merlina gestolen. Uiteraard werden de autodieven door inzet van Merlina ontmaskerd.

## In populaire cultuur
- In het Urbanusalbum Het lustige kapoentje (1988) kijken César en Eufrazie met veel enthousiasme naar Hoger, Lager. Wanneer hun tv-toestel plotseling uitvalt, besluiten ze allemaal maar te gaan slapen, waarna beide ouders seks met elkaar hebben terwijl ze afwisselend "hoger" en "lager" roepen.
- Tijdens de veldslag aan het einde van het Suske en Wiske-album De Krimson-crisis (1988) roept een van de vechtende Vlamingen "Hoger!", waarop een ander zegt: "Nee, lager!".